# Felsted Kog
Felsted Kog er en bugt i den sydøstlige del af Nissum Fjord i Vestjylland. Storå har udløb i Felsted Kog, der har forbindelse til resten af Nissum Fjord ved Kedlen, en rende ud for Felsted Odde. Felsted Kog er ejet af den danske stat, der i 1936 udlagde selve kogen og området øst herfor som vildtreservat. Kogen er sammen med resten af Nissum Fjord udpeget som Ramsarområde.

## Historie
I 1800-tallet blev der gjort flere forsøg på at tørlægge bugten, senest i 1870'erne, men det viste sig, at det inddæmmede område ikke var særlig velegnet som landbrugsjord, og desuden blev diget jævnligt oversvømmet. Bugten har i den forbindelse fået betegnelsen "kog", hvilket nu er noget misvisende, idet området, der var inddæmmet, nu igen står under vand. Gennem årene er der dog tørlagt en del engområde omkring kogen, i alt ca. 1.400 ha.

## Natur
Kogen er omgivet af ret sumpede engområder og rørskove. På den nordlige del af kogen ligger den kunstigt dannede Sandøen, der er opstået ved de forskellige forsøg på at tørlægge kogen. Felsted Kog er ret lavvandet med en dybde, der sjældent når under 2-3 m, hvilket dog er dybere end resten af Nissum Fjord, der blot er 1 m dyb. Området er rigt på fugleliv, som det er muligt at se fra flere fugletårne, der er opstillet i området.
Felsted Kog er i lighed med resten af Nissum Fjord et yndet opholdssted for trækfugle om foråret og efteråret. Da Felsted Kog er vildtreservat, er jagt ikke tilladt, og det gør særligt dette område tiltrækkende for fuglearter som en række andefugle. I Felsted Kog kan man især møde arter som taffeland, hvinand og lille skallesluger. I de udstrakte rørskove yngler arter som rørdrum, plettet rørvagtel og rørhøg.
Som følge af udløbet af Storåen er saltindholdet i Felsted Kog noget lavere end i resten af fjorden. Blandt de fiskearter, der lever i fjorden generelt, er gedde, aborre, ål og helt.

## Erhverv
Turismen er et vigtigt erhverv i området, og der er er anlagt stier og lignende for at tilgodese naturturister.
Desuden bortauktionerer staten årligt retten til at skære rør i kogen. Rørskæringen sker med skyldig hensyntagen til de ynglende fugle i området. Der har tidligere været erhvervsfiskeri i den del af kogen, der ikke er fredet (området ud for Storåens udløb), men nu drives der stort set kun fritidsfiskeri. Endelig høstes der hø på engområderne.